# Vésteinn Hafsteinsson
Vésteinn Hafsteinsson, född 12 december 1960, är en tidigare diskuskastare från Island. Han föddes i Selfoss och representerade sitt födelseland vid fyra påföljande sommar-olympiska spelen, med början 1984. Hans personrekord är 67,64 meter, kastat den 31 maj 1989 på Selfoss.[källa behövs] Vésteinn tävlade i fem världsmästerskap i rad, började 1983, men nådde aldrig finalen. Han tränade tidigare Gerd Kanter och  fram till och med hösten 2022 Daniel Ståhl, Simon Pettersson och Fanny Roos.

## Priser och utmärkelser
- 2022 – Årets idrottsledare[3]
- 2022 – hedersdoktor vid Linnéuniversitetet[4]